# Rafael Bengoa
Rafael Bengoa Rentería (Caracas, Venezuela, 1951) es un médico español, especialista en gestión y experto en salud pública. Firme defensor de una sanidad pública universal, es considerado uno de los padres de Osakidetza. De 2009 a 2012 fue consejero de Sanidad y Consumo, durante la IX Legislatura del Gobierno Vasco, en calidad de independiente ya que no consta su militancia en ningún partido. Ha codirigido hasta 2022  el Instituto de Salud y Estrategia (SI-Health). Es hijo de José Maria Bengoa y nieto de Gorgonio Rentería, presidente del Partido Nacionalista Vasco (PNV) durante los años 1920.

## Formación y trayectoria
Doctor en Medicina y Cirugía por la Universidad del País Vasco (UPV) y máster en Salud Comunitaria y Gestión por la Universidad de Londres en Inglaterra. 
Anteriormente, Senior Fellow de la Business School de la Universidad de Mánchester en Inglaterra y Diploma en Gestión Hospitalaria.
En el ámbito nacional ha sido coautor de documentos de política social y gestión sanitaria dirigidos al Parlamento español. Fue coautor del «Informe Abril» (Informe sobre el análisis y mejora de gestión del sistema de salud) en 1991 y director del informe «Sanidad: la reforma posible» (ESADE) en 1997.
En el ámbito autonómico trabajó como director de Planificación y Ordenación en Salud en la Consejería de Sanidad del País Vasco (1991-1995), siendo responsable del diseño de la reforma del sector sanitario Osasuna Zainduz aprobada en el Parlamento Vasco en 1995.
En el ámbito internacional ha trabajado 14 años en la Organización Mundial de la Salud, donde ocupó hasta 2006 la dirección de Sistemas de Salud.
De 2009 a 2012 fue consejero de Sanidad y Consumo de la IX Legislatura del Gobierno Vasco, desde donde dirigió la transformación de la Sanidad hacia un modelo más sostenible y proactivo centrado en las necesidades de los pacientes crónicos.
En 2013 asesoró a la Secretaría de Estado de Estados Unidos en la reforma sanitaria. Asimismo dio clases en la Harvard School of Public Health.
Ha sido profesor colaborador en la Esade y la Universidad Ramon Llull, en Barcelona y Madrid, y a nivel internacional ha sido profesor colaborador en la Universidad McGill en el Máster en Liderazgo en Salud, dirigido por Henry Mintzberg en Montreal, Canadá. 
En el ámbito de la gestión, ha sido director del Observatorio Kroniker, una organización independiente dedicada al análisis de la sanidad mundial, de sus carencias, modelos y tendencias, en busca de la mejora de los actuales servicios.
Posteriormente ha codirigido el Instituto de Salud y Estrategia (SI-Health) desde donde ha liderado el Comité de Reforma de la Sanidad de Irlanda del Norte, y ha sido miembro del panel del Comité de Reforma y Salud Digital de Escocia.
Desde 2013 es Senior Fellow de la Universidad de Harvard y vicepresidente del programa Horizon 20/20 en Salud, Demografía y Bienestar de la Unión Europea.